# Aloe molederana
Aloe molederana é uma espécie de liliopsida do gênero Aloe, pertencente à família Asphodelaceae.